# Sten Söderberg
Sten Torsten Roland Söderberg, född 14 december 1906 i Nora församling, Västmanlands län, död 1 januari 1993 i Västerås Lundby församling, var en svensk ombudsman och politiker (socialdemokrat). Söderberg var ledamot av riksdagens första kammare från 1956, invald i Södermanlands och Västmanlands läns valkrets.